# エメ・セゼール
エメ・フェルナン・ダヴィッド・セゼール (Aimé Fernand David Césaire, 1913年6月26日 - 2008年4月17日) は、フランス/マルティニークの詩人、評論家、劇作家、政治家である。代表作は『帰郷ノート』、『植民地主義論』。ネグリチュード（黒人性）運動を牽引し、植民地主義を批判した。

## 経歴
フランスの植民地であったカリブ海小アンティル諸島のマルティニーク島（現在、フランスの海外県）出身。アフリカ系カリビアンを起源とする父エメ・フェルナン・ダヴィド・セゼールと母エレオノール・エレミーヌの間には7人の子供がいる。父フェルナン・ダヴィドは行政官、バス＝ポワントで住宅管理人、そして試験を経て税務署の監査員として税金部門に配属された。母エレオノール・エレミーヌはお針子であった。父方の祖父フェルナン・セゼールはサン＝クルーの高等師範学校卒業後、サン＝ピエールのリセで文学教師そしてマルティニークで最初の黒人小学校教師となった。祖母は、彼女の世代の多くの女性とは反対に、読み書きができたため、孫たちに早くから教育をする能力をもっていた。
1931年、成績優秀であったため奨学金留学生としてフランス本土へ渡航、パリのリセ・ルイ＝ル＝グランへ入学。1934年にレオポルド・サンゴールらと共に学生新聞『黒人学生』を創刊する。ここでネグリチュードという言葉を初めて使っている。1935年、高等師範学校に合格。しかし精神的、肉体的な不調に見舞われ始めたセゼールは翌年から長詩『帰郷ノート』を執筆しはじめる。
1937年にマルティニーク出身で同じく留学生であったシュザンヌ・ルーシィと結婚。教授資格試験に失敗したセゼールは『帰郷ノート』を発表した後、1939年にマルティニークへ帰郷する。マルティニークで母校シェルシェール高等中学校の文学教師となった。教え子にはフランツ・ファノンがいた。
1941年、セゼールは妻らと文芸雑誌『熱帯』 tropiquesを創刊。この年、パリ陥落によりマルセイユから海路ニューヨークへ亡命途上のシュルレアリスム詩人アンドレ・ブルトンと出会う。ブルトンの乗った船はマルティニーク島に強制寄港させられたものであり、二人の出会いは全くの偶然であった。なお、この船にはクロード・レヴィ＝ストロースやヴィクトル・セルジュも同乗していた。ブルトンは『帰郷ノート』を絶賛し、セゼールの次の詩集『奇跡の武器』の序文を書いた。『熱帯』は一時期、検閲により発禁処分を受けるもド・ゴール派の総督が就任したことで再び発行許可を得た。黒人詩人セゼールと『熱帯』はニューヨークなどで評判となった。
1945年、終戦を迎えたセゼールは、フランス共産党 から立候補し、マルティニーク島の首府であるフォール・ド・フランス市長に当選（2001年に引退するまで同職にあった）。さらに共産党のフランス国民議会議員に選出された。翌年、植民地であったマルティニークの海外県化法案を起草する。県化法案は成立し、マルチニーク市民の多くに歓迎された。県化法は同化法とも呼ばれたが、エメ・セゼールは植民地からの解放として制度的同化を肯定しつつ従属や文化的同化を拒絶した。この経験をもとに『植民地主義論』を執筆、1950年に発表している。1956年にはハンガリー動乱におけるフランス共産党のソ連追従を直接の契機とし、フランス共産党を離党した。この時、フランス共産党書記長に宛てた体裁の『モーリス・トレーズへの手紙』 Lettre à Maurice Thorezを記している。その後も1958年に自らの政党マルティニーク進歩党を立ち上げ1993年に引退するまでマルティニークの代表としてフランス国民議会議員を務めた。この間も多く作品を執筆している。
妻とは1963年に別れ、彼女はその3年後に50歳で亡くなっている。
フォール・ド・フランス市長を引退後もマルティニーク島に多大な影響力を保ち、島を訪れる重要人物には政治色に拘わらず全員と面会するのを習慣としていた。ところが、2006年にはニコラ・サルコジ内相（当時）の面会要請を拒絶。このためサルコジは、マルティニーク島訪問中止を余儀なくされた。面会拒絶の理由は政権与党である国民運動連合 (UMP) が植民地主義を肯定する内容の教育カリキュラムを促進していることと、サルコジ自身がフランス暴動において若者を「社会のくず」呼ばわりしたことにある。2007年フランス大統領選挙では社会党のセゴレーヌ・ロワイヤル候補と面会している。
2004年には、人種の融和を訴えていたバラク・オバマに注目していて、大統領になれると確信していたといわれている。
2007年1月15日、「フォール・ド・フランス空港（ラマンタン空港）」が「エメ・セゼール・マルティニーク国際空港」と改名された。2008年4月17日、逝去。フランスでは国葬され、サルコジ大統領も出席した。

## 作品リスト
- Œuvres complètes (trois volumes), Fort-de-France, Desormeaux, 1976.

### 詩集
- 『帰郷ノート』 Cahier d'un retour au pays natal, Paris, Présence africaine, 1939(『帰郷ノート ; 植民地主義論』砂野幸稔訳、平凡社、1997年。のち文庫化）
- 『奇跡の武器』Les Armes miraculeuses, 1946.
- 『太陽、切られた首』Soleil cou coupé, 1947.
- 『失われた身体』パブロ・ピカソ（挿絵）との共作 Corps perdu (gravures de Picasso), Paris, Editions Fragrance, 1950.
- 『鉄鎖』Ferrements, Paris, Seuil, 1960.
- 『土地台帳』Cadastre,  Paris, Seuil, 1961.
- 『私、昆布として』 Moi, laminaire, Paris, Seuil, 1982.
- 『全詩集』 La Poésie, Paris, Seuil, 1994.

### 戯曲
- 『そして犬どもは黙っていた』Et les chiens se taisaient, Paris, Présence Africaine, 1958
- 『クリストフ王の悲劇』La Tragédie du roi Christophe, Paris, Présence Africaine, 1963（コレクション現代フランス語圏演劇０１『クリストフ王の悲劇』尾崎文太・片桐祐・根岸徹郎訳/佐伯隆幸監訳、れんが書房新社、2013年）
- 『コンゴの一季節』Une saison au Congo, Paris, Seuil, 1966
- 『テンペスト』シェイクスピアの翻案劇 Une tempête, d'après 'La Tempête de William Shakespeare : adaptation pour un théâtre nègre, Paris, Seuil, 1969（『テンペスト』本橋哲也編訳/砂野幸稔・小沢自然・高森暁子訳、インスクリプト、2007）

### エッセイ集
- Esclavage et colonisation, Paris, Presses Universitaires de France, 1948. Réédition : Victor Schoelcher et l'abolition de l'esclavage, Lectoure, Editions Le Capucin, 2004.
- 『植民地主義論』 Discours sur le colonialisme, Paris, Présence Africaine, 1955.
- 『ネグリチュードについて』 Discours sur la négritude, 1987.

### 歴史書
- 『トゥーサン・ルヴェルチュール』 Toussaint Louverture, La révolution Française et le problème colonial, Paris, Présence Africaine, 1962.

### 対話集
- Rencontre avec un nègre fondamental, Entretiens avec Patrice Louis, Paris, Arléa, 2004.
  - 『ニグロとして生きる』Nègre je suis, nègre je resterai, Entretiens avec Françoise Vergès, Paris, Albin Michel, 2005.（サピエンティア２１『ニグロとして生きる　エメ・セゼールとの対話』立花英裕・中村隆之訳、法政大学出版局、2011）

### 音声録音
- Aimé Césaire, Paris, Hatier, "Les Voix de l'écriture", 1994.